# ペピ (タレント)
ペピ（Pepi、9月30日 - )は、日本のモデル、タレント、レースクイーン、ラウンドガール。

## 経歴
スペイン人の父と日本人の母のハーフで、兵庫県神戸市で生まれ育った。幼少期に子供モデルなどの仕事をしていたが、その後、大学卒業までは普通の学生生活を過ごした。
2017年6月から新宿で営業を開始した居酒屋「週プレ酒場」で働きながら、モデルとして本格的に活動を開始した。
2018年4月、スーパーフォーミュラ「KCMGエンジェルス」（相方：南まりあ）に選ばれ、鈴鹿サーキットで、レースクイーン（レーシングチーム carrozzeria team KCMG）としての初仕事を行った。
2019年5月、ABSアメリカンボウリングサービス（ボーリングメーカー）のメインモデルに選出。
2020年8月4日、熾烈なオーディションを勝ち抜き、RIZINガール2020のメンバー14名に、ピンク担当として選ばれたことが発表された。初舞台は8月9日-10日にぴあアリーナMMにて開催されたRIZIN.22/RIZIN.23であった。
2021年4月4日から2022年3月13日まで、テレビ東京のローカル番組『一夜づけ』に、第9期の生徒としてレギュラー出演。これがバラエティ番組への初出演だった。同年6月から千葉県市川市のコミュニティFM放送局市川うららFMの「ステラ☆HAPPY tune!～ペリペリRadio～」で、初のレギュラーMCを2年間担当した。
2022年3月3日、SUPER GT GT300クラスに参戦するLM corsaをサポートするレースクイーン「TWSプリンセス」4名に選出された。同4月24日、RISE (格闘技の興行)のラウンドガールユニット『R-1SE Force（ライズフォース）』の2022年メンバー6名の中の一人に選ばれ、お披露目された。更に5月23日には、日本レースクイーン大賞2022新人部門42名へのエントリーが発表されたが、残念ながらファイナリスト10名には残れなかった。
2023年2月10日、2023シーズンもSUPERGT GT300クラス60号車LMcorsaを応援するTWSプリンセスとして活動することが発表された。
2023年11月9日、一般公募からフォーマルウェアを広める大使を選ぶ第6回JFCAフォーマルウェアコンテストの最終選考会で、数ヶ月間に及ぶ選考を勝ち抜き、和装部門の「ミス・きもの美女」グランプリに輝き、翌年開催のミラノコレクションのモデル権を獲得した。
2024年2月10日、レースクイーンからの卒業を自身のX（旧ツイッター）にて報告した。
2024年2月20-26日に開催されたミラノコレクションのモデルとしてランウェイを歩くため渡欧。
2024年8月3,4日に富士スピードウェイ、同年8月31日,9月1日に鈴鹿サーキットで開催されるSUPER GTの、GT300class  GAINER TANAX Zに、GAINER Siegのメンバーとして参加。
「佐久間宣行のNOBROCK TV」のオーディション（応募者113名中6名）に合格し、2024年9月14日 - 23日に渋谷で開催された企画カフェ「OMOKENASHI」に罵倒ガールの一人として出演した。

## 人物・エピソード
- 自称、見た目は外国人、中身は関西人[27]。
- 2021年までは「川瀬忍」で活動していたが、先述の『一夜づけ』出演を機会に、それまで愛称だった「ペピ」に芸名を変更した[2]。
- 「ペピ」は生まれた時からの愛称。両親が最初に付けようとした名前が「川瀬ホセファ忍」という名前だった。しかし、仕事で行けなかった両親の代わりに役所へ申請に行った母方の祖父が、名前にカタカナは要らないと消してしまったため、川瀬忍という本名になった。ホセファというミドルネームには（ホセ、ペピ、ペピタ、ジョゼフ）など、色々な呼び方があり、両親は付けたかった「ホセファ」を忘れないように、ミドルネームの「ペピ」と呼んでいた。そのため、本人にとっても第二の名前となっている[2]。
- 趣味はつけ麺巡り、UFOキャッチャー、ボウリング。特技はフラメンコ[28]、ほっぺたに何でも挟める事[29]。
- 男性に求めるもの　楽しい人、面白い人
- 週プレ酒場でバイト中、メニューのバッファローウイング（ピリ辛の手羽先）をバッファロー吾郎と言い間違えた[30]。
- 好きなお酒 アイスティーサワー[31]

## 出演

### テレビ
- 一夜づけ（2021年4月4日 - 2022年3月13日、テレビ東京）
- 全力坂（2022年1月19日、2月8日、テレビ朝日）
- アクションオンラインゲーム『メイプルストーリー』のTVCM「ゾンビがやってきた篇」「ゾンビがハマった篇」「ゾンビの過去篇」（2024年01月25日- 、全国3地域）

### インターネットテレビ
- 佐久間宣行のNOBROCK TV「【9/14土オープン】罵倒カフェ最終オーディション！カカロニ栗谷が、SM風・ババァ系・強ツッコミで罵倒されまくる！」（2024年8月14日 - 、Youtube）[32]

### ラジオ
- ステラ☆HAPPY tune!～ペリペリRadio～（2021年06月30日-、市川うららFM）[33] ※メインMC

### CM
- メイプルストーリーTVCM「ゾンビがやってきた篇」「ゾンビがハマった篇」「ゾンビの過去篇」（2024年1月25日 - 、全国3地域にて放映）※ゾンビ役で出演[34][35]。
- 銀のさらTikTokCM「禁断の写り込み…！篇」（2024年7月11日 - 、TikTokにて公開）※ラストの美女役で出演[36][37]。
- フルキャストTVCM『稼ぎたいなら』篇、『リピートバイトも』篇（2024年7月18日 - 、全国で放映）[38] [39]

### モデル
- ABS（アメリカンボウリングサービス）のメインモデルとしてカタログ等のモデルを担当[40]
- ベルメゾン 【ディズニープリンセスシリーズ】モデル

### イベント
- SUMMER SONIC 2019（2019年8月16日-18日、ZOZOマリンスタジアム＆幕張メッセ／舞洲SONIC PARK）※イメージガール（サマソニガール）として出演[41]。
- 東京ゲームショウ2019（2019年9月12日-15日、幕張メッセ）※NTTdocomoブースのキャンペーンガールを務めた[※ 4]。
- 第46回東京モーターショー2019（2019年10月24日-11月4日、東京ビッグサイト）※データシステムのキャンペーンガール[28][43]
- TOKYO AUTO SALON 2020（2020年1月10日-12日、幕張メッセ）※前年と同じデータシステムのキャンペーンガールを務めた[雑誌 1][雑誌 3]。
- TOKYO AUTO SALON 2021（2021年1月15日-17日、新型コロナ禍のためオンライン開催）[※ 5]※データシステムのキャンペーンガールを務めた[45]。
- TOKYO AUTO SALON 2022（2022年1月14日-16日、幕張メッセ）※バンザイレーシングのキャンペーンガール[46][47]。
- TOKYO AUTO SALON 2023（2023年1月13日-15日、幕張メッセ）※TWSブースの受付を担当。コロナ禍の方針により、車両立ちなどは行わなかった[48]
- Rakuten Girls Award 2024 Spring/Summer（2024年5月3日、代々木代第一体育館）[49]
- トヨタカローラ栃木 カスタマイズ&アウトドアフェア（2024年7月20日 - 21日、トヨタカローラ栃木 宇都宮上横田店 ）※GOODYEAR　ANGELとして出演[50]

### 掲載誌
- 週刊プレイボーイ[51]
- サンケイスポーツ掲載[28]
- 女性誌雑誌 ar
- 車誌 roadster bros
- ヘアサロン雑誌[52]

### WEB配信
- 【駅弁美女図鑑 No.034】美人すぎるRIZINガール2020降臨!川瀬忍＠黒毛和牛すきやき牛肉重（2020年12月25日、Youtube、【駅弁美女図鑑】Beauty EKBチャンネル）[53]
- ド素人ボウラー【ペピちゃん】が、目指せプロ?ボウラーへの道 #1 ユニフォームを選ぼう編（2021年1月6日、Youtube、相模原パークレーンズチャンネル）[54]
- ド素人ボウラー【ペピちゃん】が、目指せプロ?ボウラーへの道 #2 マイボールを作ろう編①（2021年1月22日、Youtube、相模原パークレーンズチャンネル）[55]
- ド素人ボウラー【ペピちゃん】が、目指せプロ?ボウラーへの道 #3 マイボールを作ろう編②（2021年2月12日、Youtube、相模原パークレーンズチャンネル）[56]
- ド素人ボウラー【ペピちゃん】が、目指せプロ?ボウラーへの道 #4 レッスン①「四歩助走」（2021年3月11日、Youtube、相模原パークレーンズチャンネル）[57]
- ド素人ボウラー【ペピちゃん】が、目指せプロ?ボウラーへの道 #5 ゲーム対戦してみよう（2021年4月4日、Youtube、相模原パークレーンズチャンネル）[58]
- ド素人ボウラー【ペピちゃん】が、目指せプロ?ボウラーへの道 #6 「ゲーム対戦してみよう」最終戦（2021年5月26日、Youtube、相模原パークレーンズチャンネル）[59]
- 【キャンプ女子】初めてのソロキャンで分厚いステーキ【ペピ】Japanese girls｜camp（2022年6月12日、Youtube、Unicorn Studio）[60]
- 【キャンプ女子】ソロでチーズフォンデュを楽しむ【ペピ】Japanese girls｜camp（2022年6月15日、Youtube、Unicorn Studio）[61]
- 【キャンプ女子】朝から山の中で和食を堪能【ペピ】Japanese girls｜camp（2022年6月24日、Youtube、Unicorn Studio）[62]
- 【キャンプ女子】初めての燻製と渓流遊び【ペピ】Japanese girls｜camp（2022年6月27日、Youtube、Unicorn Studio）[63]
- 【キャンプ女子】スノーピークソロテントで森キャンプ【ペピ】Japanese girls｜camp（2022年7月13日、Youtube、Unicorn Studio）[64]
- 【キャンプ女子】初めてのフェザースティックで火起こし【ペピ】Japanese girls｜camp（2022年7月13日、Youtube、Unicorn Studio）[65]
- 【キャンプ女子】ユニフレームの焚き火台で過ごす夜の1時間｜ヘキサイーズ1【ペピ】Japanese girls｜camp（2022年7月25日、Youtube、Unicorn Studio）[66]
- 【キャンプ女子】マフィンとココナッツで優雅な朝キャンプ｜ヘキサイーズ1【ペピ】Japanese girls｜camp（2022年7月29日、Youtube、Unicorn Studio）[67]
- 【キャンプ女子】メスティンで海鮮親子丼と魚釣り｜ヘキサイーズ1【ペピ】Japanese girls｜camp（2022年8月9日、Youtube、Unicorn Studio）[68]
- 【キャンプ女子】焚き火で作るエビとホタテのアヒージョ｜ヘキサイーズ1【ペピ】Japanese girls｜camp（2022年8月1日、Youtube、Unicorn Studio）[69]